# C-vrednost
C-vrednost je količina DNK sadržana u haploidnom nukleusu (npr. gametu) ili jedna polovina količine u diploidnoj somatskog ćeliji eukariotskog organizma, izražena u pikogramima (1 pg = 10−12 ). U nekim slučajevima termini C-vrednost i veličina genoma se koriste naizmenično, međutim kod poliploida C-vrednost može da predstavlja dva genoma sadržana unutar istog nukleusa. Greilhuber et al. su predložili nove nivoe terminologije i odgovarajuće skraćenice radi razjašnjavanja ove materije, ali ti donekle kompleksni dodaci do sad nisu našli širu primenu.

## Računanje C-vrednosti
| Nucleotide                       | Chemical formula | Relative molecular weight |
| -------------------------------- | ---------------- | ------------------------- |
| 2′-dezoksiadenozin 5′-monofosfat |                  | 331.2213                  |
| 2′-dezoksitimidin 5′-monofosfat  |                  | 322.2079                  |
| 2′-dezoksiguanozin 5′-monofosfat |                  | 347.2207                  |
| 2′-dezoksicitidin 5′-monofosfat  |                  | 307.1966                  |

†Izvor tabele: Doležel et al., 2003
Koristeći podatke iz gornje tabele relativne težine nukleotidnih parova se mogu računati na sledeći način: AT = 615.383 i GC = 616.3711, imajući u vidu da formiranje jedne fosfodiesterske veze uzrokuje gubitak jednog  molekula. Fosfati nukleotida DNK lanca su kiseli tako da je na fiziološkom  jon disociran. Podrazumevajući da je odnos AT i GC parova 1:1, prosečna relativna težina nukleotidnog para je 615.8771.
Relativna molekularna težina se može konvertovati u apsolutnu vrednost množenjem sa jedinicom atomske mase (1 u), koja je 1/12 mase 12C, i.e., 1.660539 × 10−27 kg. Konsekventno, prosečna težina nukleotidnog para je 1.023× 10−9 , i 1 pg DNK predstavlja 0.978 × 109 baznog para.
Formule za konvertovanje broja nukleotidnih parova (ili baznih parova) u pikograme DNK i vice-versa su:
veličina genoma (bp) = (0.978 x 109) x DNK sadržaj (pg)
DNK sadržaj (pg) = veličina genoma (bp) / (0.978 x 109)
1 pg = 978 Mb

## Spoljašnje veze
- Veličina životinjskog genoma
- Biljne DNK C-vrednosti